# DSSSL
DSSSL (англ. Document Style Semantics and Specification Language — язык описания семантики и стиля документа) — язык для описания стилей SGML-документов, базирующийся на подмножестве языка программирования Scheme. DSSSL является предком CSS. Однако CSS применяется только для представления HTML и XML-документов, и при этом для преобразования структуры этих документов используется XSL. DSSSL же может использоваться в обеих целях.
Хотя DSSSL совместим с любыми SGML-форматами, используется он преимущественно с документами DocBook.